# La Cisterna
La Cisterna är en kommun i Chile.   Den ligger i provinsen Provincia de Santiago och regionen Región Metropolitana de Santiago, i den mellersta delen av landet. 

## Omgivning
Runt La Cisterna är det i huvudsak tätbebyggt. Runt La Cisterna är det ganska glesbefolkat, med 40 invånare per kvadratkilometer.